# Williamsburgh Savings Bank Building (175 Broadway)
El Williamsburgh Savings Bank Building, también conocido como Weylin y 175 Broadway, es un antiguo edificio bancario en 175 Broadway en el vecindario de Williamsburg de Brooklyn en la ciudad de Nueva York. Construido como la sede del Williamsburgh Savings Bank en 1875 y posteriormente ampliado varias veces, ocupa la esquina noroeste de Broadway y Driggs Avenue, justo al sur del puente de Williamsburg. El Williamsburgh Savings Bank Building fue diseñado en estilo neoclásico diseñado por George B. Post, con interiores de Peter B. Wight.
La parte original del edificio del banco al este y los anexos al oeste están diseñados con el mismo estilo. La fachada es de mármol, piedra caliza y arenisca. La entrada principal es a través de un tramo de escalones en Broadway, que conduce a un arco en el edificio original. El techo contiene una gran cúpula de acero sobre la parte original del edificio. En el interior, un vestíbulo decorativo conduce a la sala bancaria original, que tiene pilastras y arcos debajo de la cúpula pintada. Una segunda sala bancaria con una cúpula más pequeña estaba al oeste, mientras que las oficinas internas del banco estaban al norte.
Post fue contratado para diseñar el edificio en 1869 tras ganar un concurso de arquitectura, y se inauguró en junio de 1875 como la tercera sede del banco. El negocio del banco se expandió hasta fines del siglo XIX, lo que llevó al banco a contratar a la firma Helmle, Huberty & Hudswell para diseñar una ampliación de 1903 a 1906. Se produjeron más expansiones entre 1923 y 1925 y entre 1941 y 1942. Aunque el banco trasladó su sede a One Hanson Place en Downtown Brooklyn en 1929, el edificio 175 Broadway permaneció en uso como sucursal. La fachada del edificio y la sala bancaria original son hitos de la ciudad de Nueva York, y el edificio se agregó al Registro Nacional de Lugares Históricos en 1980. Después de varias fusiones, Williamsburgh Savings Bank fue adquirido por HSBC Bank USA, que vendió el edificio en 2010. Después de una renovación, la sala del banco se convirtió en un espacio para eventos llamado Weylin en 2014.

## Sitio
El Williamsburgh Savings Bank Building está en 175 Broadway, en la esquina noroeste con Driggs Avenue, en el vecindario Williamsburg de Brooklyn en la ciudad de Nueva York. Ocupa un terreno rectangular que cubre 1217 m² , con un frente de 30 m en Driggs Avenue y 40 m en Broadway. El bloque de la ciudad está delimitado por Broadway al sur, Driggs Avenue al este, South 5th Street al norte y Bedford Avenue al oeste. La mitad norte de la manzana de la ciudad está ocupada por la rampa de acceso del puente de Williamsburg, desde donde se ve el edificio del banco. Las ubicaciones cercanas incluyen Peter Luger Steak House al otro lado de Broadway y Kings County Savings Bank una cuadra al oeste.
Antes del siglo XIX, la manzana de la ciudad formaba parte de la granja de Frederick Devoe. El sitio se había dividido para el desarrollo en 1834, y el bloque contenía dos iglesias y varias casas en la década de 1850. Toda la sección norte del bloque fue demolida para dar paso al puente de Williamsburg, que se inauguró en 1903.

## Diseño
El edificio del banco es una estructura de renacimiento clásico diseñada por George B. Post y erigida en 1875 para el banco de ahorros de Williamsburgh. El edificio tiene cuatro pisos de altura con un techo abovedado. El edificio combina elementos clásicos romanos y renacentistas, un estilo que solo se popularizó dos décadas después de que se completó la estructura. La configuración actual del edificio data de una gran expansión en 1906; También se realizaron modificaciones menores en 1923 y 1941-1942. La firma de Helmle, Huberty & Hudswell diseñó las adiciones de los años 1900 y 1920.

### Fachada

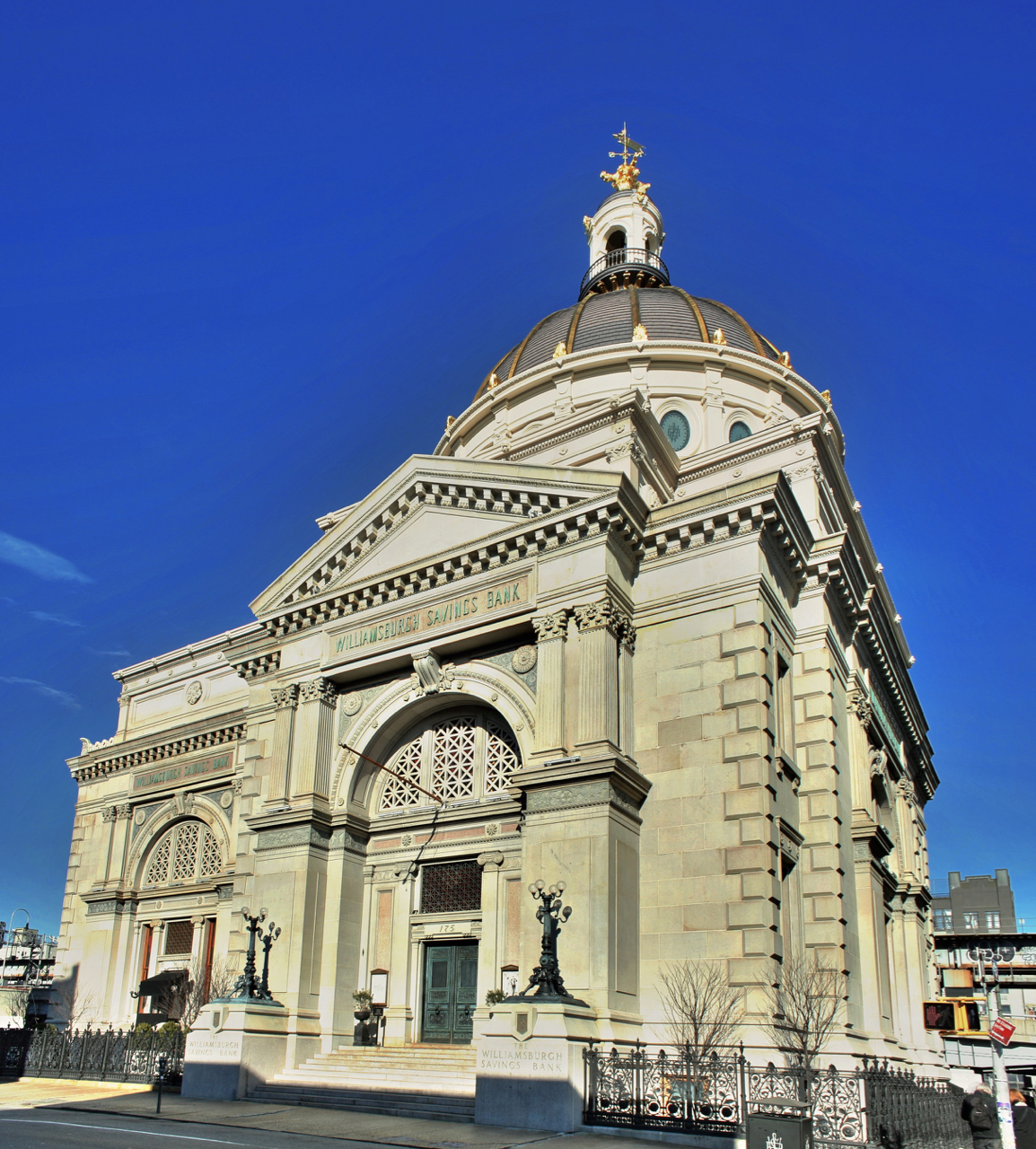
El edificio en 2015

La fachada del edificio está hecha de mármol, piedra caliza y arenisca. La mayor parte de la fachada del edificio consiste en piedra blanca del Oeste. El sótano está revestido con granito Quincy pulido, originalmente de color púrpura. Varios otros tipos de piedra se utilizan para detalles arquitectónicos más pequeños. A nivel del suelo, una barandilla de hierro fundido rodea el edificio. Cada una de las esquinas del edificio contiene quoins verticales. Un grupo escultórico en la fachada ilustra la parábola de los talentos.
El edificio original de Post mide unos 30,5 por 19,8 m La entrada principal está en Broadway, donde una amplia escalera con varios escalones conduce hasta la puerta. A ambos lados del pórtico hay candelabros. La entrada consta de dos puertas de bronce, empotradas dentro de un arco profusamente decorado. El arco está compuesto por pilastras de doble altura, sobre las cuales hay pares de pilastras de orden jónico. Los pilares están hechos de piedra de Jonesborough, mientras que las pilastras y las enjutas del arco están hechas de granito con manchas de ámbar. Sobre las pilastras hay un entablamento y un frontón triangular. El edificio también contiene un arco a lo largo de Driggs Avenue; también está flanqueado por pilares y pilastras jónicas pero no tiene frontón. La fachada también tenía un reloj.
El anexo del banco de 1906 está al oeste del edificio original y mide aproximadamente 18,3 por 18,9 m En el anexo hay un segundo arco a lo largo de Broadway, flanqueado por pilares y pilastras jónicas pero sin frontón. El exterior del anexo es de granito liso y pulido.
Sobre las aberturas arqueadas en ambas secciones hay un ático bajo revestido de piedra. Una cornisa adornada corre por encima del ático. Cerca de la parte superior del edificio hay un tambor con 20 ventanas ovaladas. Este sostiene una gran cúpula de hierro fundido, la cual está cubierta con placas de acero, que el New-York Tribune describió como "colocadas de la misma manera que las pizarras"; esto le dio a la cúpula un efecto plateado. La parte superior de la cúpula tiene una cúpula con una veleta. En un libro sobre el edificio, el Williamsburgh Savings Bank describió la cúpula como "en comparación favorable con las de la cúpula del capitolio en Washington, con la Catedral de San Pablo de Londres en Londres y la Basílica de San Pedro en Roma". El simbolismo de la cúpula llevó a los funcionarios del banco a solicitar la inclusión de una cúpula sobre su segunda sede en One Hanson Place (construida en 1929), a pesar de las objeciones de los arquitectos de ese edificio Halsey, McCormack y Helmer.

### Interior
El Departamento de Planificación Urbana de la ciudad de Nueva York cita que el edificio tiene alrededor 1914 m² de espacio interior, aunque tenía 2601 m² antes de una renovación de 2010. Post diseñó el interior del banco como una serie de espacios conectados. A nivel del suelo había un vestíbulo de entrada de Broadway y la sala bancaria original en el centro. Se agregó una segunda sala bancaria al oeste en 1906. A principios del siglo XX, las mujeres usaban la habitación original y los hombres la nueva. Al norte de la sala bancaria original había un ala trasera con las oficinas del banco. Un monograma con las iniciales del banco, "WSB", aparece en herrajes y otros acabados en todo el edificio.

#### Vestíbulo

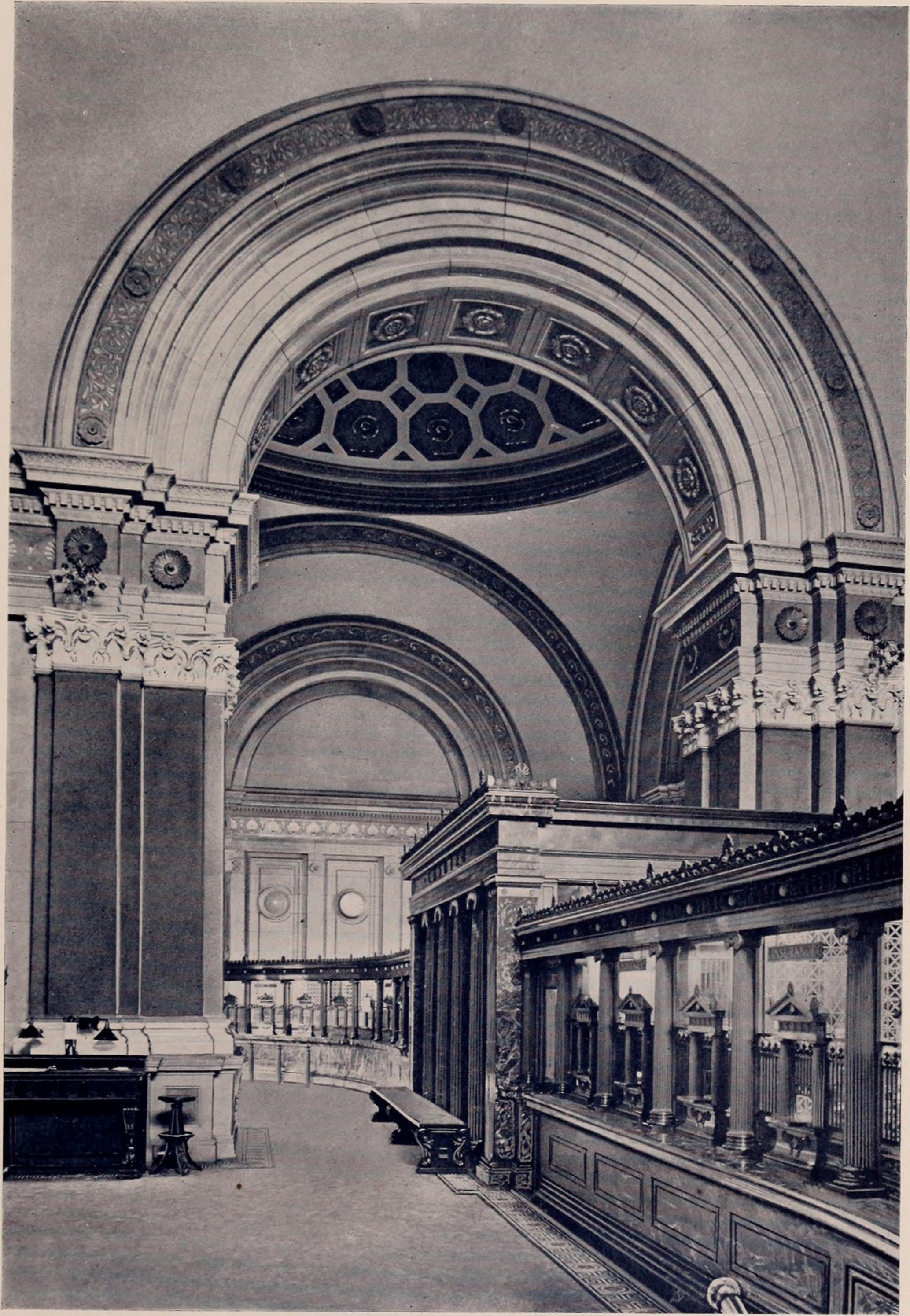
Vista del vestíbulo original

El vestíbulo de entrada de Broadway, justo dentro de la escalera principal de Broadway, fue descrito en el Brooklyn Daily Times como "una de las habitaciones más hermosas del edificio". Se coloca debajo de un balcón en el lado sur de la sala bancaria. La superficie del piso del vestíbulo estaba hecha de baldosas hidráulicas inglesas. El techo tenía un diseño "profundo y cálido" creado por Peter B. Wight. El centro del techo tenía un candelabro de bronce forjado con cristales multicolores.
Una partición de altura completa separaba el vestíbulo de la sala bancaria en el momento de la apertura del banco. La partición estaba hecha de cinco placas de vidrio francés de altura completa, decoradas con adornos soplados con arena y separadas por columnas de madera y mármol. Este fue posteriormente reemplazado por un tabique de media altura, que aparece en imágenes de 1910. El espacio tenía puertas a ambos lados, que conducían a las esquinas de la sala bancaria. El artículo del Daily Times describió el espacio con puertas de roble macizo decoradas con acabados de bronce y paneles vidriados.

#### Sala bancaria original
La sala bancaria mide 22,9 por 22,9 m. Se divide verticalmente en tres cuerpos: uno bajo albardillado, un ático y la cúpula. Originalmente tenía pisos de mármol adornados, pero estaban cubiertos por alfombras. Las tejas hidráulicas tenían diseños persas en el centro, rodeadas por bordes de estilo similar. El centro de la habitación tenía un escritorio de cajero en forma de "U". El escritorio tenía un mostrador de granito con paneles de mármol. En 1906, se colocó una barrera de vidrio plano encima del mostrador. A principios de la década de 2010, el piso fue reemplazado por bloques de mármol del Líbano, pues solo quedaba una cuarta parte del piso original. El área sobreviviente, hecha de mármol de Siena, se utilizó para los baños.
La sala del banco tiene grupos de pilastras en cada esquina, así como debajo de los resortes de los arcos de cada lado. Estas se ubican sobre pedestales de mármol italiano. Cada uno tiene ornamentación de piedra (luego pintada en color crema), intercaladas con rejillas de ventilación de bronce y paneles de granito pulido gris verdoso y dorado. En la parte superior de cada pedestal, un zócalo corre unos pies por encima del suelo, envolviendo cada pared. Las pilastras están rematadas por capiteles de estilo corintio, sobre los que se encuentra un entablamento con rosetones y molduras. El entablamento tiene motivos de lotos y anthemia, pintados de oro, coral y negro. Sobre el entablamento hay arcos de medio punto de piedra; las del este y el sur contienen ventanas tripartitas similares a las que se ven en los baños romanos. Los arcos están rodeados de arquivoltas decoradas con rinceaux y branquias. Las esquinas de la sala, entre los arcos de cada pared, tienen pechinas.
Más allá del arco del muro sur hay un vestíbulo empotrado con un balcón encima y pilares al frente. La sección este del muro sur tiene una puerta doble de caoba, rodeada por una entrada de piedra ornamentada. Está rematado por un panel de granito con la palabra "escalera" inscrita. El balcón tiene una barandilla de hierro de estilo neogrec y conecta con pequeñas habitaciones a ambos lados; está iluminado por una ventana de luneta tripartita. Los muros este y oeste tienen ventanas estrechas en sus secciones sur. En la pared este, hay una gran ventana tripartita que da a la avenida Driggs, con una luneta encima. Una ventana similar ocupaba anteriormente la pared oeste antes de 1906, cuando se agregó la segunda sala bancaria. El paso a la segunda sala bancaria estaba flanqueado por pilastras y tenía artesonado; fue sellado en la década de 1980. El muro norte tiene puertas de madera simples y dobles, rodeadas de portales de piedra adornados. En el centro del muro norte hay una puerta de bóveda de metal.

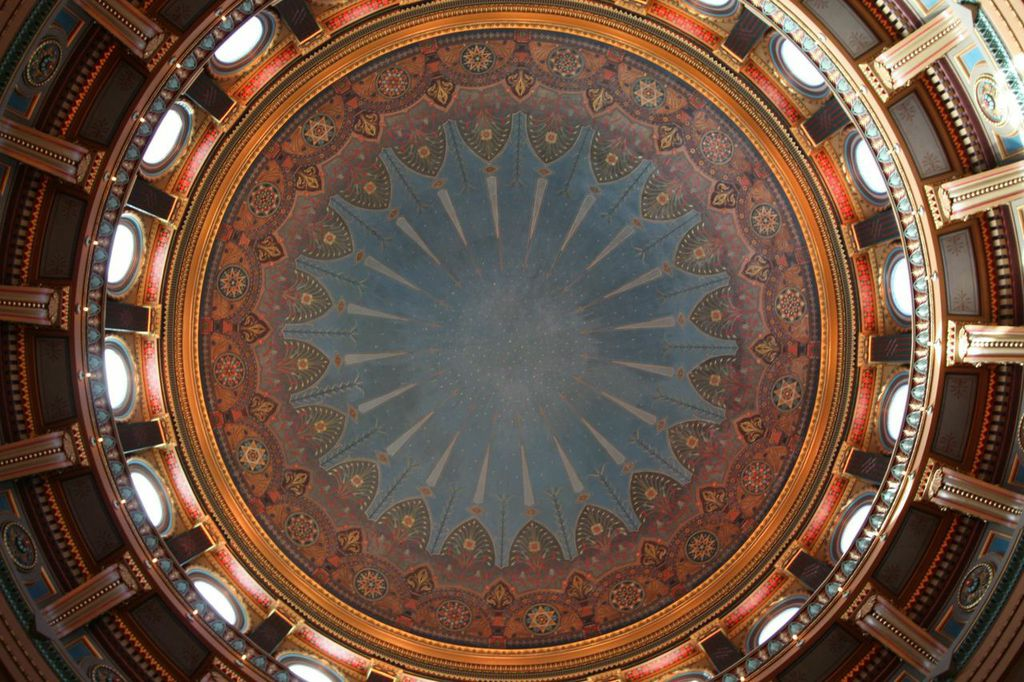
La sala bancaria cuenta con un mural de Peter B. Wight.

Debajo de la cúpula, las ventanas ovaladas del tambor iluminan la sala bancaria. Las ventanas se alternan con pilastras negras diseñadas en estilo Neo-Grec, acentuadas con decoraciones rojas y doradas. Las ventanas corren sobre una banda de adornos y soportes tallados, que están pintados de rojo, dorado, verde y crema. Arriba hay una balaustrada antigua de bronce y verde, que originalmente tenía 40 chorros de gas. Posteriormente se retiraron los chorros de gas y se instaló un riel de tubería en su lugar. Una cornisa corre justo debajo de la cúpula; está pintado de negro y acentuado en rojo y dorado. La cúpula en sí está hecha de una doble capa de hierro fundido y tiene un mural de P. B. Wight. El centro del mural está pintado de azul, con rayos dorados que irradian desde la parte superior de la cúpula. El mural tiene un borde con diseños geométricos, Neo-Grec y florales. La altura de la cúpula se cita de diversas formas como 31 m, 34 m, o 35 m

#### Otros espacios
La bóveda estaba directamente al norte de la sala bancaria original y está sellada por una puerta de bóveda de celosía de hierro con pintura y estarcido elaborados. La puerta de la bóveda tiene un marco de piedra adornado y está rematada por un frontón roto con un barómetro, un reloj, un águila de bronce y una tablilla. En la tablilla están inscritos los nombres de los fideicomisarios, el cajero, el comité de construcción y el arquitecto. También había otra puerta de bóveda; ambos estaban asegurados con dos cerraduras de combinación. Detrás de estos había puertas de hierro enrejadas con cerraduras patentadas, que custodiaban las cajas fuertes privadas de los fideicomisarios. Detrás de otra puerta enrejada cerrada con llave estaba la caja fuerte del banco, en la que se guardan los depósitos.
El ala de oficinas estaba en la parte trasera. En la planta baja estaban las oficinas del presidente y del cajero, un baño y una escalera a los pisos superiores. La escalera era de hierro y bronce, con acabado en bronce fundido y barandilla de caoba tallada. El comité del banco y los directores se reunían en los salones del segundo piso. Arriba había una despensa y comedor para oficiales en el tercer piso. Las oficinas tenían puertas de yeso con molduras clásicas, y la oficina del presidente tenía una chimenea y tallas de madera. La sala de directores tenía un candelabro de oro y bronce, una chimenea con una repisa tallada y una chimenea 6,1 m mesa rodeada de 18 sillas de cuero. Los tubos parlantes conectaban el escritorio del cajero con muchas de estas habitaciones. Los empleados tenían casilleros separados, baños, un comedor y una cocina en el sótano. Un ascensor tipo jaula, instalado hacia 1911 y uno de los tres que quedan en la ciudad de Nueva York, conecta las plantas del ala de oficinas.
La segunda sala bancaria está revestida con piedra arenisca de Ohio y granito pulido. Es más pequeña que la habitación original, mide 302 m². La cúpula de la segunda sala bancaria, inspirada en el Panteón de Roma, mide 21 m de altura y contiene una claraboya que mide 7 m de ancho. Se accedía a la segunda sala de banca por un arco en la pared oeste de la sala de banca principal, que medía 6 m ancho. El mostrador de los cajeros continuaba a través del arco. En la segunda sala bancaria también se colocó un piso de mosaico y dos fuentes esculpidas para beber.

## Historia
El Banco de Ahorros de Williamsburgh fue fundado en 1851. El banco se encontraba originalmente en el sótano de una iglesia en la avenida Bedford con la Tercera Avenida Sur; tenía 158 depositantes y 15 000 dólares en activos. En 1854, se trasladó a su propio edificio al otro lado de la calle. El banco sirvió a la ciudad de Williamsburgh, que perdió la "h" cuando fue anexado por la ciudad de Brooklyn en 1854; el banco conservó el antiguo nombre. Este había ganado lo suficiente para cubrir el costo del segundo edificio y su terreno subyacente en sus primeros siete años. A raíz de la Guerra de Secesión, las participaciones del banco crecieron considerablemente. Para 1867, el banco tenía 16 000 clientes que habían depositado un total de 5 millones de dólares.

### Desarrollo
En marzo de 1867, los síndicos del banco votaron para adquirir terrenos para un nuevo edificio. Los fideicomisarios determinaron que la intersección de Broadway y Driggs Avenue (la última de las cuales se conocía entonces como Fifth Street) era ideal para una sede. En ese momento, Broadway corría directamente a la costa del East River, donde un servicio de ferry corría a Manhattan. Como resultado, muchas de las casas de la calle se habían convertido para uso comercial, especialmente después del final de la Guerra de Secesión. El Banco de Ahorros de Williamsburgh gastó 110 000 en 1869 para adquirir una parcela, que mide 34,1 por 30,5 m, en Broadway y Driggs Avenue. El valor de las propiedades había aumentado tan dramáticamente en los años anteriores que el Brooklyn Times-Union dijo que el mismo lote podría haberse adquirido solo unos años antes por 20 000 dólares. Ese marzo, el banco anunció que todo el terreno había sido adquirido.
Los fideicomisarios decidieron organizar un concurso de diseño arquitectónico para la estructura. James H. Giles, Gamaliel King, George B. Post y Peter B. Wight fueron invitados a presentar planes, que luego votaron los fideicomisarios. El diseño Classical Revival de Post recibió la mayor cantidad de votos. Peter B. Wight, cuñado del fideicomisario bancario Samuel Mundy Meeker, recibió el segundo mayor número de votos por su diseño de estilo Segundo Imperio. El plan de Wight requería una estructura de tres pisos y medio con un techo abuhardillado y una "torre" central que sobresalía del techo. Fue Wight quien recomendó a Post a los fideicomisarios; los otros dos arquitectos, Giles y King, eran diseñadores prolíficos en Brooklyn en ese momento. En una reunión en julio de 1869, algunos fideicomisarios expresaron su preocupación por no darle a Wight la comisión, a pesar de que Post había recibido más votos; sin embargo, Post fue seleccionado como arquitecto al mes siguiente. Post ofreció pagarle a Wight 5000 dólares para decorar el interior.
Cornell Iron Works recibió el contrato para la acería; el Daily Times escribió que el edificio del banco era una "exhibición de su habilidad". Otros contratistas involucrados en el proyecto incluyeron al proveedor de mampostería JG Batterson y al contratista de carpintería Capitán JW Van De Water, así como a New York Stone Contracting Company. El proceso de construcción se retrasó por múltiples modificaciones al diseño, la crisis financiera provocada por el Pánico de 1873 y retrasos por parte de los contratistas. En 1873, los directores adquirieron retratos del presidente del banco y cinco síndicos muertos, que se planeó instalar en la sala de directores del nuevo edificio. El trabajo interior se llevó a cabo principalmente entre 1873 y 1874. El amigo de Wight, Thomas Stent, supervisó el trabajo en nombre de Wight, que vivía en Chicago en ese momento, mientras que Guille, Sarre & Lepelly ejecutaron los diseños de Wight. Karl Muller fue contratado para crear un grupo escultórico alegórico para el exterior del banco. La estructura finalmente costó 700 000 dólares.

### Primeros años y primera expansión

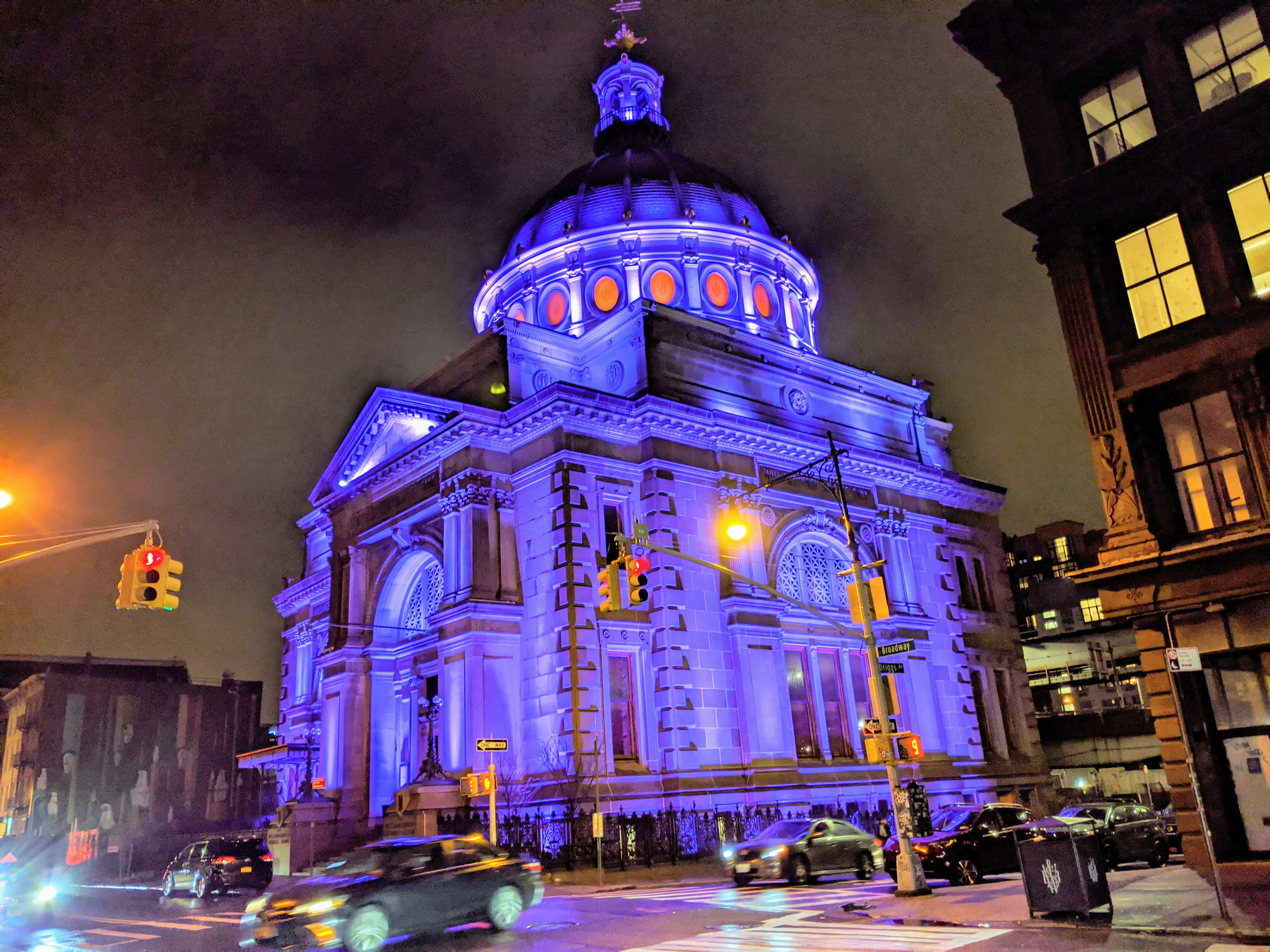
Iluminación nocturna

El Williamsburgh Savings Bank inauguró su nuevo edificio el 1 de junio de 1875. El año siguiente a la apertura del edificio, el banco tenía 14 millones de dólares en depósitos de 25 000 cuentas. El banco vendió su antiguo edificio en 1876 al abogado John M. Stearns, quien convirtió la estructura en oficinas y una casa de subastas. El negocio del banco creció rápidamente después de la apertura del nuevo edificio, con 19 millones de dólares en depósitos de 38 000 cuentas en 1880 y 25 millones de dólares en 51 000 cuentas en 1885. El banco tuvo tanto éxito que, cuando un gran número de titulares de cuentas se reunieron fuera del edificio para depositar dinero en 1893, los transeúntes pensaron que se trataba de una corrida bancaria con retiros masivos. A fines del siglo XIX, se proponía el puente Williamsburg entre Manhattan y Brooklyn; la rampa de acceso al puente debía estar justo al norte del edificio del banco. El puente, que se inauguró en diciembre de 1903, condujo a un aumento importante en el negocio de Williamsburg.
En la década de 1900, la cantidad de empleados había crecido tanto que algunos empleados tenían que trabajar en el sótano con poca luz. Además, los bancos modernos tenían salas bancarias separadas para hombres y mujeres, mientras que Williamsburgh todavía tenía una sala bancaria. El banco anunció una gran expansión en 1902. A principios del próximo año, el banco anunció que construiría un anexo por 300 000 dólares en un terreno al oeste, de 18 m ancho. Helmle, Huberty & Hudswell fue contratado para diseñar el anexo. Poco después de que comenzaran las excavaciones para la expansión, una huelga laboral en mayo de 1903 retrasó levemente la construcción. Más tarde ese año, el contratista principal Cornell Iron Works y los líderes del banco no estuvieron de acuerdo sobre el empleo de trabajadores no sindicalizados, aunque continuaron los trabajos en el anexo. Para diciembre de 1905, el anexo se había completado a excepción de los accesorios interiores. Se produjeron más retrasos al año siguiente cuando los cortadores de mármol se declararon en huelga.
El anexo se abrió en 1906 y la sala bancaria original se cerró temporalmente por renovaciones que costaron 300 000 dólares. Los funcionarios del banco también tenían la intención de instalar una nueva bóveda en el espacio que ocupa la oficina del cajero. En diciembre de 1906, se reabrió la sala bancaria original y los funcionarios del banco organizaron una fiesta para la inauguración del anexo. En ese momento, el banco tenía 95.000 depositantes. Posteriormente, los hombres usaron la nueva sala mientras que las mujeres continuaron realizando transacciones bajo la antigua cúpula. La finalización del anexo coincidió con un aumento en las tenencias del banco, que había pasado de 23 millones de dólares en 1900 a 51 millones en 1908. La expansión del banco continuó; en 1922 había 118 000 usuarios con 109 millones depositados. Esta expansión llevó a construir un segundo anexo en 1923. La ampliación fue finalizada en 1925 al norte del primer anexo y supuso añadir una estructura de cristal para el personal.

### Uso como sucursal bancaria

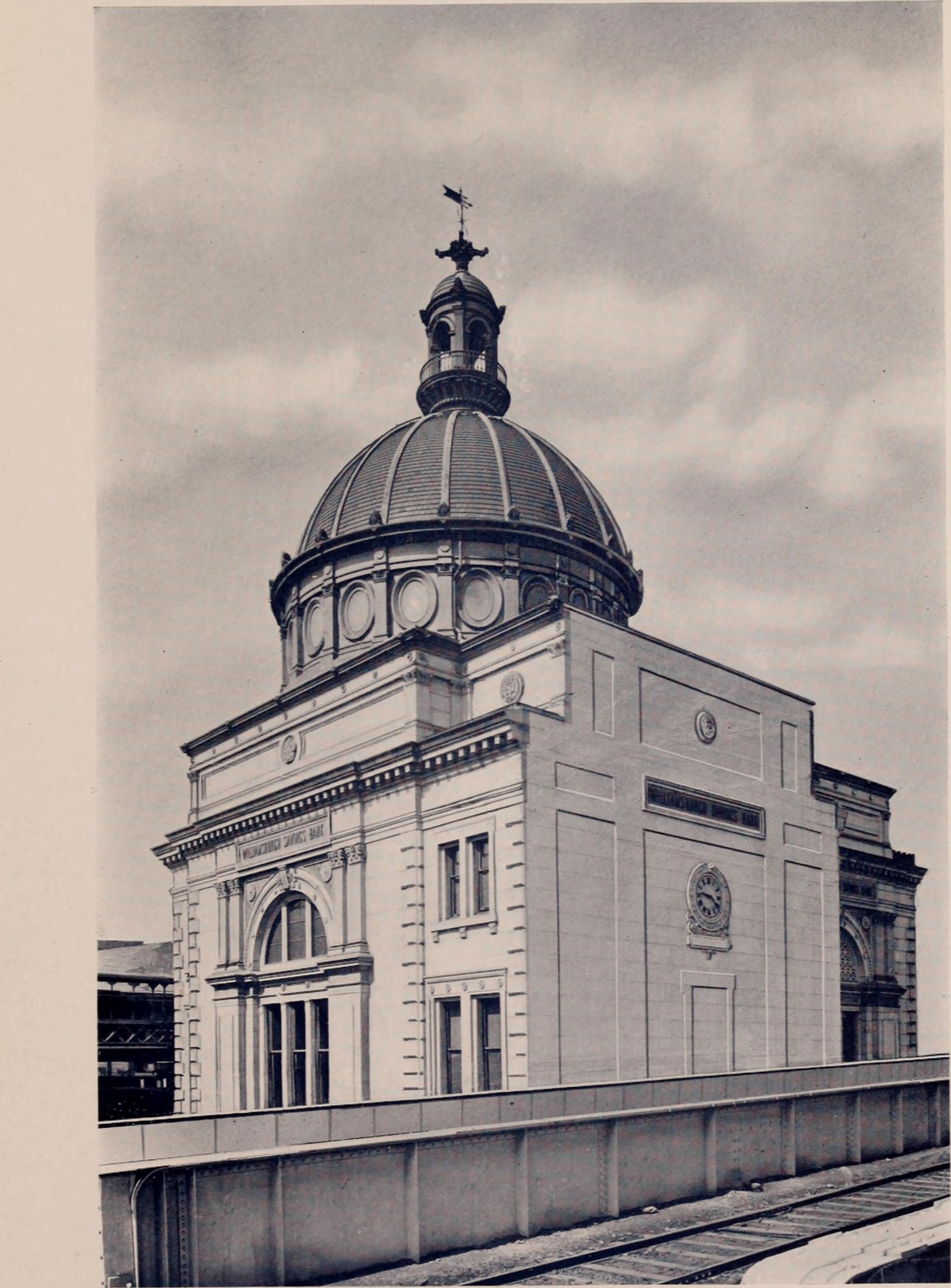
El edificio visto desde el puente de Williamsburg en 1910

Cada caja de ahorros de Nueva York se había limitado a una ubicación hasta 1923, cuando la legislatura estatal aprobó una ley que permitía a las cajas de ahorros construir sucursales. Después de esto, a mediados de 1926, el banco decidió construir una sede en One Hanson Place, cerca del centro de tránsito del centro de Brooklyn. El edificio 175 Broadway se mantendría como sucursal. Una sucursal temporal en Flatbush y Atlantic Avenues abrió en enero de 1927, y la sede permanente de Hanson Place abrió dos años después, el 1 de abril de 1929. Se abrió un departamento de ventas de seguros de vida en las dos sucursales del Williamsburgh Savings Bank en 1941. La sucursal de Broadway se expandió una vez más hacia el oeste de 1941 a 1942. El anexo de la década de 1940 incluía un comedor, una cocina y más espacio para los cajeros. Las ventanas de la cúpula se cubrieron durante la Segunda Guerra Mundial.
La sucursal de Broadway organizó eventos como una subasta de las plantas de los empleados para recaudar fondos durante la Segunda Guerra Mundial y ceremonias de entrega de premios para concursos locales de redacción de ensayos en la década de 1950. La Comisión de Preservación de Monumentos Históricos de la Ciudad de Nueva York (LPC) designó el exterior de la sucursal de 175 Broadway como un hito de la ciudad en 1966. La sala bancaria más nueva, a su vez, fue arrendada a Williamsburg Family Services en algún momento a fines de la década de 1970 o la década de 1980. El Williamsburgh Savings Bank Building en 175 Broadway se agregó al Registro Nacional de Lugares Históricos en 1980. El edificio siguió funcionando como banco cuando Republic National Bank adquirió Williamsburgh Savings Bank y sus sucursales en 1986. Republic, a su vez, se fusionó con Manhattan Savings Bank tres años después.
El LPC organizó audiencias públicas en junio de 1993 para determinar si designar el interior del Williamsburgh Savings Bank Building como un hito de la ciudad, junto con el de otros tres bancos en Brooklyn y dos en Manhattan. En 1995, los trabajadores retiraron las tablas de madera contrachapada que habían cubierto las ventanas ovales del tambor durante medio siglo. Solo dos de las ventanas originales estaban intactas. El interior de la sala bancaria original fue designado como un hito de la ciudad de Nueva York el 25 de junio de 1996. Republic y sus sucursales fueron adquiridas por HSBC Bank USA en 1999. Tras la adquisición, The New York Times escribió que la sucursal de HSBC era uno de "unos pocos grandes edificios antiguos [que] aún recuerdan el pasado glamoroso de Broadway". The Village Voice escribió en 2001: "Incluso hoy, realizar operaciones bancarias en HSBC BANK en Williamsburg es como un acto de devoción religiosa [...] estará tentado a murmurar una oración mientras busca a tientas su tarjeta bancaria". A principios del siglo XXI, HSBC deseaba vender el edificio, pero su diseño no era adecuado para muchos usos modernos, lo que disuadió a muchos compradores potenciales. 

### Conversión en centro de eventos

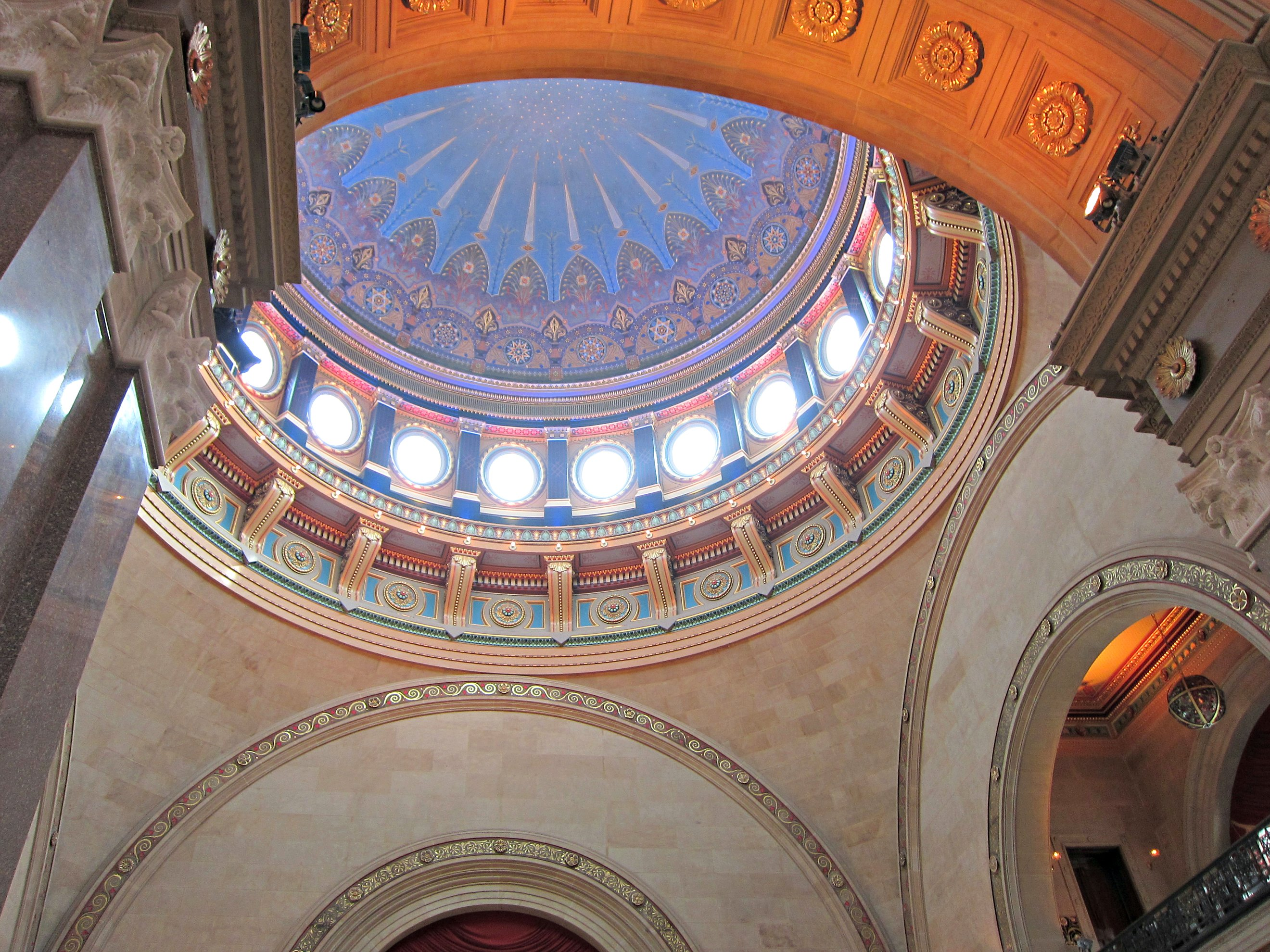
La sala bancaria original

En 2010, Juan Figueroa compró el edificio y la propiedad adyacente a HSBC por 4,5 millones de dólares. Al año siguiente, Figueroa anunció que convertiría el edificio en un salón de banquetes. Figueroa también planeó un hotel de gran altura junto al banco, demoliendo el anexo de 1941 para dar paso al hotel. El hotel planificado utilizaría tanto los derechos aéreos no utilizados sobre el banco como un crédito fiscal otorgado a las estructuras que figuran en el NRHP. Figueroa dijo que su razón principal para comprar el edificio del banco fue en realidad el potencial de desarrollo del sitio adyacente, sin el cual restaurar el banco "sería una apuesta económica estresante". En ese momento, el 75 por ciento de los pisos de mármol originales habían sido dañados y el mural original de P. B. Wight estaba tan sucio que parecía negro. La claraboya sobre la sala bancaria original resultó dañada después de haber estado almacenada durante tres cuartos de siglo. Las paredes ya no coincidían con sus colores originales, mientras que la carpintería parecía verde. La segunda sala bancaria había sido sellada durante mucho tiempo.
El primo de Figueroa, Carlos Pérez San Martín, se mudó de Argentina para ayudar a renovar el edificio. De 2011 a 2014, Figueroa y Pérez San Martín invirtieron 24 millones de dólares en la restauración de la propiedad. Parte del costo fue cubierto por los créditos fiscales de NRHP. El proceso de restauración se complicó porque tanto la sala bancaria original como el exterior eran hitos de la ciudad. El arquitecto restaurador de Figueroa, Jorge Bosch, dijo: "Este edificio es atractivo, pero es un elefante blanco". Como parte del proyecto, se limpió el mural y se reprodujeron piezas de la cúpula exterior y la barandilla. Se instalaron nuevos pisos de mármol en la sala bancaria, mientras que los restos de los pisos originales se trasladaron a los baños. Los primos también planearon usar el sótano como galería de arte. Posteriormente, Figueroa vendió su participación en el edificio a Pérez San Martín. El salón de banquetes recibió el nombre de Weylin en honor a un personaje del siglo XIX, Weylin B. Seymour, cuyas iniciales corresponden al monograma "WBS" del edificio del banco. El Weylin abrió en febrero de 2014. Más tarde ese año, el National Trust for Historic Preservation otorgó el premio Tony Goldman Preservation Award, reconociendo la calidad de la renovación del edificio. The New York Landmarks Conservancy también organizó sus Premios de Preservación Lucy G. Moses 2014 en la sala del banco, otorgando un premio al edificio en sí.
El edificio albergó eventos para empresas como Brooklyn Brewery, Google, Gucci, Rag & Bone, TEDx, Uber y Vogue. También se usó para bodas y apareció como locación televisión y cine. Además, eventos como el Whisky Extravaganza anual se reservaron en el lugar. Pérez San Martín gastó 1 millón de dólares adicional a fines de la década de 2010 para actualizar la iluminación y el audio, así como otros sistemas relacionados con las producciones teatrales y de eventos. Para 2019, Cornell Realty Management estaba desarrollando un hotel y un edificio de apartamentos de 26 pisos en el lote adyacente. En marzo de 2020, debido a las restricciones impuestas por la pandemia de COVID-19 en Nueva York, el Weylin se vio obligado a cerrar temporalmente. El lugar continuó programando eventos durante su cierre, y reabrió en marzo de 2021 después de que se levantaron algunas restricciones de COVID-19.